# Malenia pitho
Malenia pitho är en insektsart som först beskrevs av Ronald Gordon Fennah 1957.  Malenia pitho ingår i släktet Malenia och familjen Derbidae. Inga underarter finns listade i Catalogue of Life.